# والاس دوفي
والاس دوفي (بالإنجليزية: Wallace Duffy) هو لاعب كرة قدم بريطاني، ولد في 12 أبريل 1999. شارك مع منتخب اسكتلندا تحت 17 سنة لكرة القدم ومنتخب اسكتلندا تحت 19 سنة لكرة القدم. أما مع النوادي، فقد لعب مع سانت جونستون ونادي سلتيك.

## وصلات خارجية
- والاس دوفي على موقع الاتحاد الإسكتلندي (الإنجليزية)
- والاس دوفي على موقع قاعدة بيانات كرة القدم.إي يو (الإنجليزية)
- والاس دوفي على موقع Soccerbase.com (لاعب) (الإنجليزية)

{{شريط تصفح تشكيلة فريق كرة قدم
|الاسم=
|اسم الفريق= نادي إنفرنيس
|القائمة=
- 5 Remi Savage [الإنجليزية]‏
- 6 ديفين
- 8 Adam Mackinnon [الإنجليزية]‏
- 9 مكاي
- 11 لونغستاف
- 12 Matthew Strachan (footballer) [الإنجليزية]‏
- 14 Calum MacLeod (footballer) [الإنجليزية]‏
- 15 Gardiner
- 16 Walker
- 18 Robbie Thompson (Scottish footballer) [الإنجليزية]‏
- 19 Keogh
- 20 Corner
- 25 Rebilas
- 26 Paul Allan [الإنجليزية]‏
- 28 Nixon
- 29 Reid
- -- Clark
- -- Thompson
- مدرب: Kellacher